# 佐須奈村
佐須奈村（さすなむら）は、長崎県上県郡にあった村。1955年（昭和30年）に南隣の仁田村と合併し、上県町となった。
現在の対馬市上県町の北部にあたる。

## 地理
対馬島の北西部に位置する。
- 山：御岳（雄岳、雌岳、平岳）、香ノ木山、太田隈山、七本松山、天狗山、千俵蒔山（井口岳）、ガウチ山、大久間山、念仏峠
- 河川：佐護川、仁田ノ内川、中山川、美止々川、深山川、白石川、大江川
- 港湾：佐須奈港、佐須奈湾

## 沿革
当村域の一帯について、中世は「佐護郡」および「豊崎郡」の各一部、近世は「佐護郷」および「豊崎郷」の各一部に属した。また『津島記事』によれば、佐護郷内には8村、豊崎郷内には枝村1村を含む18村が属していたとされる。佐護郷と豊崎郷は対馬島内の他の各郷とともに1872年（明治5年）に廃止された。
- 1908年（明治41年）4月1日 - 島嶼町村制施行により、佐須奈村・西津屋村・佐護村が合併し上県郡佐須奈村が発足[7]。
- 1955年（昭和30年）4月15日 - 仁田村と合併し町制施行。上県町が発足し、佐須奈村は自治体として消滅。

## 地名
大字を行政区域とする。
- 佐護（さご）[8]
- 佐須奈（さすな）[9]
- 西津屋（にしつや）

## 名所・旧跡
- 島大国魂神御子神社

## 佐須奈村出身の著名人
- 早田福蔵（検事、朝鮮総督府官僚）